# Joel Grey
Joel Grey (eredeti neve: Joe David Katz) (Cleveland, 1932. április 11. – ) Oscar-, BAFTA-, Golden Globe- és Tony-díjas amerikai színész.
Díjait a Kabaré című 1966-os musicalnek, továbbá annak 1972-es filmadaptációjának köszönheti. Lánya, Jennifer Grey szintén színész.

## Élete és pályafutása
Zsidó származású családban született, édesapja Mickey Katz táncos, komikus, zenész és színész volt. Az 1972-ben készült Kabaré című film hozta meg számára a hírnevet. Ezzel a filmmel Oscar-, Golden Globe-, valamint BAFTA-díjat is nyert. Ismert még a Dallas c. tv-sorozat utolsó részéből a Sátán egyik küldöttjeként, aki Jockey Ewingot az öngyilkosságra próbálja rávenni. Larry Hagman és Grey azóta jó barátok voltak.

## Magánélete
1958-1982 között Jo Wilder volt a felesége. A filmezésen kívül fényképezéssel is foglalkozik.

## Filmográfia

### Film
| Év   | Magyar cím                  | Eredeti cím                                                    | Szerep               | Magyar hang           |
| ---- | --------------------------- | -------------------------------------------------------------- | -------------------- | --------------------- |
| 1952 |                             | About Face                                                     | Bender               |                       |
| 1957 |                             | Calypso Heat Wave                                              | Alex Nash            |                       |
| 1961 | Mr. Szeptember              | Come September                                                 | Beagle               | Seszták Szabolcs      |
| 1972 | Kabaré                      | Cabaret                                                        | Konferanszié         | eredeti nyelven       |
| 1974 | Ember a hintán              | Man on a Swing                                                 | Franklin Wills       |                       |
| 1976 | A hétszázalékos megoldás    | The Seven-Per-Cent Solution                                    | Lowenstein           | Kolovratnik Krisztián |
| 1976 | Buffalo Bill és az indiánok | Buffalo Bill and the Indians, or Sitting Bull's History Lesson | Nate Salsbury        | Perlaki István        |
| 1985 | Fegyvertelen, de veszélyes  | Remo Williams: The Adventure Begins                            | Chiun                | Kozák András          |
| 1985 | Fegyvertelen, de veszélyes  | Remo Williams: The Adventure Begins                            | Chiun                | Pálfai Péter          |
| 1991 | Kafka                       | Kafka                                                          | Burgel               | Harkányi Endre        |
| 1992 | A játékos                   | The Player                                                     | önmaga (cameo)       |                       |
| 1993 | Végjáték                    | The Music of Chance                                            | Willy Stone          |                       |
| 1994 | A veszélyes                 | The Dangerous                                                  | "Flea"               | Harsányi Gábor        |
| 1995 |                             | Venus Rising                                                   | Jimmie               |                       |
| 1996 |                             | The Empty Mirror                                               | Joseph Goebbels      |                       |
| 1996 |                             | My Friend Joe                                                  | Simon                |                       |
| 2000 | Fantasztikusok              | The Fantasticks                                                | Amos Babcock Bellamy |                       |
| 2000 | Táncos a sötétben           | Dancer in the Dark                                             | Oldrich Novy         | Juhász Tóth Frigyes   |
| 2001 |                             | Reaching Normal                                                | Dr. Mensley          |                       |
| 2008 | Fulladás                    | Choke                                                          | Phil                 | Csuha Lajos           |
| 2021 |                             | Tick, Tick... Boom!                                            | "Sunday" Legend      |                       |

### Televízió
| Év        | Magyar cím                       | Eredeti cím                                   | Szerep                          | Megjegyzések                                   |
| --------- | -------------------------------- | --------------------------------------------- | ------------------------------- | ---------------------------------------------- |
| 1951–1954 |                                  | The Colgate Comedy Hour                       | önmaga                          | 4 epizód                                       |
| 1954      |                                  | Pond's Theater                                | előadóművész                    | 1 epizód                                       |
| 1956      |                                  | Producers' Showcase                           | Jack                            | 1 epizód                                       |
| 1957      |                                  | Telephone Time                                | Ray                             | 1 epizód                                       |
| 1957      |                                  | December Bride                                | Jimmy                           | 3 epizód                                       |
| 1957      |                                  | The Pat Boone Chevy Showroom                  | önmaga                          | 4 epizód                                       |
| 1958      |                                  | The Court of Last Resort                      | Floyd Todd                      | 1 epizód                                       |
| 1958      |                                  | Little Women                                  | Theodore "Laurie" Laurence      | tévéfilm                                       |
| 1959      |                                  | Maverick                                      | Billy, a Kölyök                 | 1 epizód                                       |
| 1960      |                                  | Bronco                                        | Samson "Runt" Bowles            | 1 epizód                                       |
| 1960      |                                  | The Ann Sothern Show                          | Billy Wilton                    | 1 epizód                                       |
| 1960      |                                  | Surfside 6                                    | Willy                           | 1 epizód                                       |
| 1960–1961 |                                  | Lawman                                        | Owny O'Reilly                   | 3 epizód                                       |
| 1961      |                                  | Westinghouse Playhouse                        | Herbie                          | 1 epizód                                       |
| 1961      |                                  | 77 Sunset Strip                               | Joey Kellogg                    | 1 epizód                                       |
| 1966      |                                  | Vacation Playhouse                            | Freddy Rockefeller              | 1 epizód                                       |
| 1970      |                                  | George M!                                     | George M. Cohan                 | tévéfilm                                       |
| 1971      |                                  | Ironside                                      | Mike Jaeger                     | 1 epizód                                       |
| 1972      |                                  | Night Gallery                                 | Andrew MacBane                  | 1 epizód                                       |
| 1972      |                                  | Man on a String                               | Joe "Big Joe" Brown             | tévéfilm                                       |
| 1973      |                                  | The $10,000 Pyramid                           | önmaga / vendég híresség        | 1. évad                                        |
| 1974      | Karácsony éjjelén                | 'Twas the Night Before Christmas              | narrátor / Mr. Trundel (hangja) | tévéfilm                                       |
| 1974      |                                  | The Carol Burnett Show                        | Gary                            | 1 epizód                                       |
| 1976      | Muppet Show                      | The Muppet Show                               | önmaga                          | 1 epizód                                       |
| 1981      |                                  | Paddington                                    | önmaga / házigazda              |                                                |
| 1982      |                                  | Alice                                         | önmaga                          | 2 epizód                                       |
| 1982      |                                  | The Yeomen of the Guard                       | Jack Point                      | tévéfilm                                       |
| 1987      |                                  | Queenie                                       | Aaron Diamond                   | 2 epizód                                       |
| 1991      | Marilyn és én                    | Marilyn and Me                                | Johnny Hyde                     | - tévéfilm - magyar hangja: - Berzsenyi Zoltán |
| 1991      |                                  | Matlock                                       | Tommy DeLuca                    | 1 epizód                                       |
| 1991      | Dallas                           | Dallas                                        | Adam                            | 1 epizód                                       |
| 1992–1993 |                                  | Brooklyn Bridge                               | Jacob Prossman                  | 2 epizód                                       |
| 1995      |                                  | The Wizard of Oz in Concert: Dreams Come True | narrátor / Óz / egyéb szereplők | jótékonysági különkiadás                       |
| 1995      | Star Trek: Voyager               | Star Trek: Voyager                            | Caylem                          | 1 epizód                                       |
| 1999      | Karácsonyi ének                  | A Christmas Carol                             | Múlt Karácsony Szelleme         | tévéfilm                                       |
| 1999–2000 | Végtelen határok                 | The Outer Limits                              | Dr. Neil Seward / Gideon Banks  | 2 epizód                                       |
| 2001      | Buffy, a vámpírok réme           | Buffy the Vampire Slayer                      | Doc                             | 3 epizód                                       |
| 2001      | Angyali érintés                  | Touched by an Angel                           | Ronald                          | 2 epizód                                       |
| 2001      |                                  | Further Tales of the City                     | Guido                           | 3 epizód                                       |
| 2003      | Oz                               | Oz                                            | Lemuel Idzik                    | 6 epizód                                       |
| 2003      | Esküdt ellenségek: Bűnös szándék | Law & Order: Criminal Intent                  | Milton Winters                  | 1 epizód                                       |
| 2005      | Alias                            | Alias                                         | másik Mr. Sloane                | 3 epizód                                       |
| 2005      | Bostoni halottkémek              | Crossing Jordan                               | Carl Meisner                    | 1 epizód                                       |
| 2006      | Doktor House                     | House                                         | Dr. Ezra Powell                 | 1 epizód                                       |
| 2007      | Testvérek                        | Brothers & Sisters                            | Dr. Jude Bar-Shalom             | 1 epizód                                       |
| 2008      | Phineas és Ferb                  | Phineas and Ferb                              | Beppo (hangja)                  | 1 epizód                                       |
| 2009      | Doktor Addison                   | Private Practice                              | Dr. Alexander Ball              | 1 epizód                                       |
| 2009      | A Grace klinika                  | Grey's Anatomy                                | Dr. Singer                      | 1 epizód                                       |
| 2012      | Jackie nővér                     | Nurse Jackie                                  | Dick Bobbitt                    | 1 epizód                                       |
| 2013      | 13-as raktár                     | Warehouse 13                                  | Monty, The Magnificent          | 1 epizód                                       |
| 2014      | CSI: A helyszínelők              | CSI: Crime Scene Investigation                | Hank Kasserman                  | 1 epizód                                       |
| 2014      |                                  | Park Bench with Steve Buscemi                 | önmaga                          | 1 epizód                                       |
| 2022      | A nagy öreg                      | The Old Man                                   | Morgan Bote                     | 3 epizód                                       |

## Díjai
- Tony-díj – legjobb férfi mellékszereplő (musical) (1967) Kabaré
- Oscar-díj a legjobb férfi mellékszereplőnek (1973) Kabaré
- BAFTA-díj a legígéretesebb elsőfilmes főszereplőnek (1973) Kabaré
- Golden Globe-díj a legjobb férfi mellékszereplőnek (1973) Kabaré